# Asplenium trichomanes ssp. quadrivalens
Asplenium trichomanes ssp. quadrivalens es un helecho autotetraploide (2n=144 cromosomas) de la familia de las Aspleniaceae. Sus frondes miden entre 10 y 25 cm. Pinnas de 4 a 12 mm relativamente próximas unas de otras, suborbiculares, ovadas u oblongas, coriáceas excepto en las formas de sombra; las superiores, insertas perpendicular o un poco oblicuamente al raquis; la apical, reducida, linear-lanceolada. Esporas de entre 27 y 50 micras de diámetro. Esporulación durante todo el año.

## Hábitat
Vive en grietas de rocas y entre las piedras de las paredes de los bancales, tanto ácidos como básicos, a veces en sotobosques. Puede vivir tanto a plena luz como en penumbra y soporta bien la sequía estival, aunque prefiere los ambientes húmedos. En los meses más secos y calurosos del verano sus frondes entran en estivación, se deshidratan y retraen hasta parecer muertos, rehidratándose y reverdeciendo de nuevo como si no hubiera pasado nada con las primeras lluvias del otoño.

## Híbridos
- Asplenium trichomanes nothosubsp. lucanum: híbrido entre A. t. ssp. quadrivalens y A. t. ssp. inexpectans.
- Asplenium trichomanes nothosubsp. lusaticum: híbrido entre A. t. ssp. quadrivalens y A. t. ssp. trichomanes.
- Asplenium × orellii: híbrido entre A. majoricum y A. t. ssp. quadrivalens
- Asplenium × tubalense (A. t. nothosubsp. barreraense): híbrido entre A. azomanes y A. t. ssp. quadrivalens.
- Asplenium × pagesii: híbrido entre A. foreziense y A. t. ssp. quadrivalens.
- Asplenium × heufleri: híbrido entre A. septentrionale ssp. septentrionale y A. t. ssp. quadrivalens.
- Asplenium × helii nothosubsp. nieschalkii: híbrido entre A. petrarchae ssp. petrarchae y A. t. ssp. quadrivalens.